# أوست-كاتاف
أوست-كاتاف (الروسية: Усть-Катав) هي إحدى مدن روسيا في الكيان الفدرالي الروسي تشيليابينسك أوبلاست.